# Moneta bimetallica
Una moneta bimetallica è una moneta il cui tondello è composto da due o più metalli.
L'utilizzo di più metalli nasce dall'esigenza di rendere più difficoltosa e antieconomica la falsificazione delle monete ed è tipicamente riservata alle monete col valore facciale più alto.
La moneta bimetallica ha costituito un progresso tecnologico innovativo nella monetazione. L'Italia ha contribuito all'introduzione di questo tipo di moneta nel resto del mondo.

## Storia
Paesi con una moneta bimetallica in circolazione
     Paesi con più di una moneta bimetallica in circolazione
     Paesi in cui una moneta bimetallica coesiste con un'altra monometallica dello stesso valore facciale, oppure in cui tale moneta bimetallica non circola abitualmente

Mappa dell'uso di monete bimetalliche nel mondo
Paesi con una moneta bimetallica in circolazione
Paesi con più di una moneta bimetallica in circolazione
Paesi in cui una moneta bimetallica coesiste con un'altra monometallica dello stesso valore facciale, oppure in cui tale moneta bimetallica non circola abitualmente

Sebbene siano noti esemplari di monete bimetalliche antiche, quali il prototipo del centesimo d'argento di dollaro del 1792, l'utilizzo di più metalli nella produzione dei tondelli è una tecnica che è stata perfezionata e brevettata dal Poligrafico e Zecca dello Stato in Italia. Infatti, la prima moneta bimetallica prodotta per la circolazione è stata la moneta italiana da 500 lire, che è anche stata la prima moneta a presentare il valore anche in Braille (1982). Autore dell'invenzione fu l'ing. Nicola Ielpo, allora Direttore della Zecca.
L'autore aveva, personalmente, portato a compimento uno studio per un nuovo tipo di moneta che con una tecnologia elevata consentisse di aumentare il valore intrinseco delle monete e quindi le proprietà anti-falsificazione per i tagli più elevati.
Dopo i confortanti risultati delle prove effettuate per la fabbricazione della moneta bimetallica e aver presentato la domanda di brevetto, fu proposto al Ministero del Tesoro di realizzare una moneta da 500 lire con la nuova tecnologia. Il decreto di emissione di questa nuova moneta fu emesso nel luglio del 1981; la preparazione del relativo materiale creatore fu terminata nei primi mesi del 1982 e in quel momento nacque la prima moneta bimetallica del mondo.
Nella nuova moneta, oltre alla principale novità dell'accoppiamento di due metalli di composizione e di colore diverso, furono introdotti diversi elementi innovativi, come l'indicazione del valore in caratteri Braille e la rigatura discontinua sul contorno, elementi che non erano mai apparsi prima su una moneta metallica.
Per i materiali furono scelti due metalli comunemente utilizzati nella monetazione italiana: il bronzital delle 20 e 200 lire e l'acmonital delle 50 e 100 lire. Poiché queste due leghe erano prodotte da aziende italiane, la composizione della moneta fu definita matrimonio all'italiana.
Cogliendo l'occasione della partecipazione alla Conferenza Mondiale dei Direttori di Zecca che si teneva a Lisbona nel mese di aprile di quell'anno, il Direttore della Zecca Italiana presentò a un pubblico qualificato e internazionale la novità.
Per governare l'intero ciclo produttivo della moneta, compresa la fabbricazione dei tondelli, l'Istituto acquisì la partecipazione di maggioranza nella Verres, un'azienda della Valle d'Aosta produttrice di tondelli, appartenente alla Soc. Cogne, tradizionale fornitrice della Zecca Italiana.
Per la fabbricazione dei tondelli bi-metallici la nuova Verres, precedentemente attrezzata solo per la produzione di tondelli di acciaio, fu dotata di nuovi impianti per consentire la fabbricazione anche di tondelli in leghe di metalli non ferrosi.
Dai suoi superiori, il Direttore Generale dell'Istituto, avv. Vittorio Morgera e il Direttore Generale del Ministero del Tesoro, prof. Mario Sarcinelli, fu indicato al Direttore, come obiettivo, il raggiungimento di cento milioni di monete da produrre entro l'anno. La produzione, dopo le difficoltà iniziali, assunse un andamento soddisfacente, cosicché il traguardo fu raggiunto con notevole anticipo e, alla fine del 1982, furono prodotte più di 162 milioni di monete bimetalliche da 500 lire.
L'emissione di questa moneta ebbe un'accoglienza molto favorevole nel Paese e destò grande interesse all'estero, tanto che un esemplare è conservato al British Museum di Londra.
Numerosi esemplari erano sottratti alla circolazione dai turisti che li conservavano come souvenir del loro viaggio in Italia, mentre era diventato uno sport nazionale cercare di separare manualmente i due elementi.
Fra il 1990 e il 1995 vennero coniate monete da 50 lire di piccole dimensioni utilizzando i tondelli di acmonital derivanti dalla foratura dei tondelli per le 500 lire bimetalliche.

### Il caso del brevetto italiano in Francia
In Francia la moneta da 10 franchi di nuova emissione veniva abbondantemente falsificata, cosicché la Zecca Francese si interessò molto al nuovo tipo di moneta e il suo direttore chiese di poter inviare dei tecnici presso lo stabilimento italiano per verificarne la fattibilità. I tecnici francesi si resero conto della bontà del progetto e, tra la Zecca Italiana e quella Francese, ebbe inizio uno scambio di corrispondenza per la concessione dell'autorizzazione allo sfruttamento del brevetto.
All'improvviso i contatti si esaurirono e, un anno dopo, si apprese dalla stampa che in Francia era stata emessa una moneta bimetallica da 10 franchi. Alle immediate proteste della zecca di Roma la Zecca di Parigi rispose che avevano usato una nuova tecnologia e, per amore di pace, alla cosa non fu dato alcun seguito.

### Monete bimetalliche attualmente in uso
- 1 e 2 euro nell'Eurozona (dal 2002)
- 500 yen in Giappone (dal 2021)
- 1 e 2 sterline in Regno Unito (dal 2016 e 1996 rispettivamente)
- 2 dollari in Canada (dal 1996)
- 100 e 200 fiorini in Ungheria (dal 1996 e dal 2009 rispettivamente)
- 50 corone in Repubblica Ceca (dal 1993)
- 10 bath in Thailandia (dal 1988)
- 50 kurus e 1 lira in Turchia (dal 2009)
- 1, 2, 5 e 10 pesos in Messico (le prime tre dal 1992 e l'ultima dal 1997)
- 5 dirham in Marocco (dal 1987)
- 5, 10,20 e 40 scellini in Kenya (dal 1994)
- 10 dollari a Hong Kong (dal 1993)
- 10 rupie in India (dal 2009)
- 1 dollaro a Singapore (dal 2013)
- 1000 rupie in Indonesia (dal 1993)
- 1 real in Brasile (dal 1998)
- 100 e 500 pesos in Cile (dal 2000)
- 1 e 2 lev in Bulgaria (dal 1999)
- 2 e 5 zloty in Polonia (dal 1995)
- 5 rand in Sudafrica (dal 2004)
- 3 euro in Slovenia (dal 2008, moneta per collezionisti)
- 5 euro in Germania (dal 2016, moneta per collezionisti)

### Monete bimetalliche del passato
- 500 lire (1982-2001) e 1000 lire (1997-2001) in Italia
- 10 franchi (1989-2001) e 20 franchi (1992-2001) in Francia
- 100 escudo (1989-2001) e 200 escudo (1991-2001) in Portogallo
- 10 markaa (1993-2001) in Finlandia
- 50 nuovi kurus e 1 nuova lira in Turchia (2005-2008)
- Library of Congress bimetallic eagle: moneta per collezionisti in oro e platino coniata negli USA solo nel 2000.